# Melicytus novae-zelandiae
Melicytus novae-zelandiae är en tvåhjärtbladig växtart. Melicytus novae-zelandiae ingår i släktet Melicytus och familjen Achariaceae.

## Underarter
Arten delas in i följande underarter:
- M. n. centurionis
- M. n. novae-zelandiae